# Etapas do Tour de France de 2008

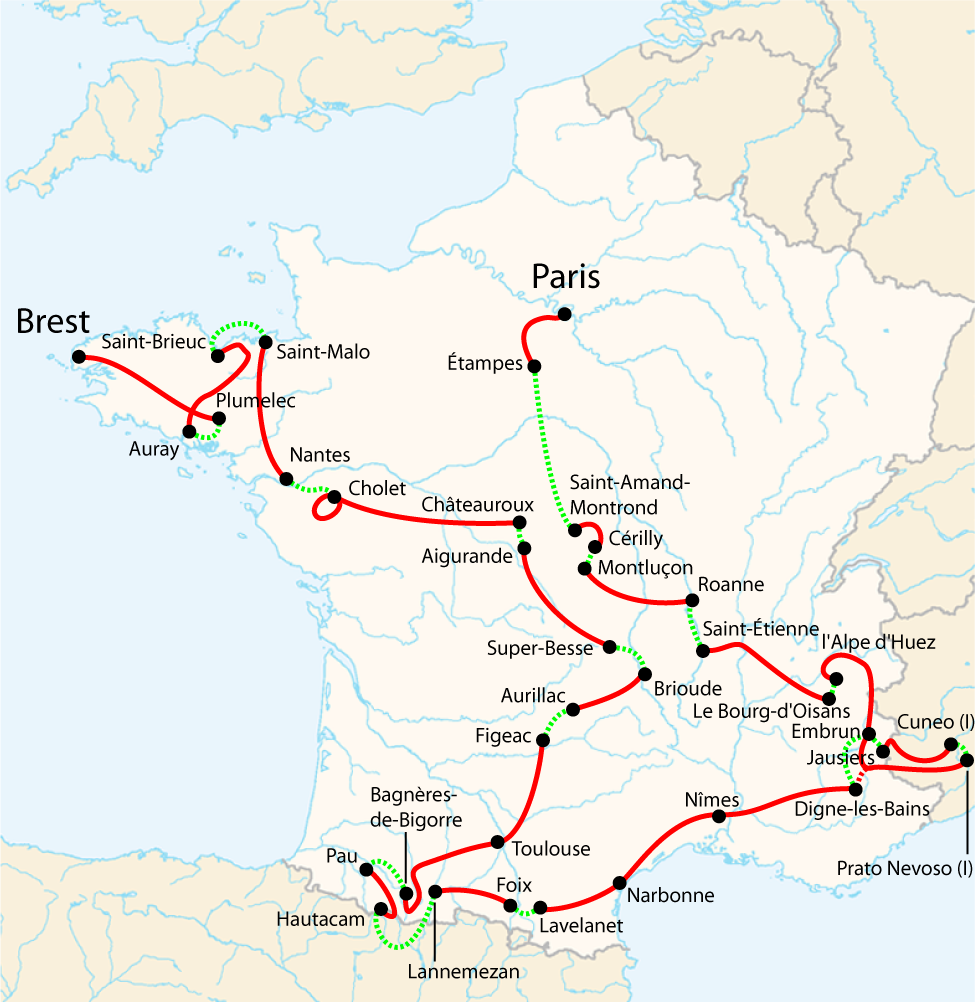
Etapa de 2008.

Detalhes das 21 etapas do Tour de France 2008

## Etapa 1
5 de julho de 2008 - Brest > Plumelec - 197.5 km

Perfil etapa 1.

O tour teve uma etapa de abertura sem líder, já que o prólogo foi excluído esse ano, o percurso plano contou com uma fuga de oito corredores que abriram uma vatagem de sete minutos, mas uma bem elaborada estratégia do pelotão alcançou os escapados já no final da prova. A vitória acabou ficando com o espanhol Alejandro Valverde que terminou o trajeto em 4h36min07s e a uma velocidade média de 42,92 quilômetros por hora, vestindo assim a camisa amarela de líder da competição.
| POS | Ciclista           | Equipe              | Tempo      |
| --- | ------------------ | ------------------- | ---------- |
| 1   | Alejandro Valverde | Caisse d'Epargne    | 4h 36' 07" |
| 2   | Philippe Gilbert   | Française des Jeux  | + 1"       |
| 3   | Jérôme Pineau      | Bouygues Telecom    | + 1"       |
| 4   | Kim Kirchen        | Team Columbia       | + 1"       |
| 5   | Riccardo Riccò     | Saunier Duval-Scott | + 1"       |

## Etapa 2
6 de julho de 2008 - Auray > Saint-Brieuc - 164.5 km

Perfil etapa 2.

Aproveitando a chegada em sprint, o norueguês Thor Hushovd terminou em primeiro a segunda etapa, foi a sua sexta vitória da carreira na competição, com uma excelente arrancada nos últimos 100m ele marcou o tempo de 3h45min13s. Valverde chegou no pelotão principal e manteve a camisa amarela de líder, Kim Kirchen chegou em segundo lugar e assumiu a mesma colocação na classificação geral.
| POS | Ciclista      | Equipe          | Tempo      |
| --- | ------------- | --------------- | ---------- |
| 1   | Thor Hushovd  | Crédit Agricole | 3h 45' 13" |
| 2   | Kim Kirchen   | Team Columbia   | m.t.       |
| 3   | Gerald Ciolek | Team Columbia   | m.t.       |
| 4   | Robert Hunter | Barloworld      | m.t.       |
| 5   | Erik Zabel    | Team Milram     | m.t.       |

| POS | Ciclista           | Equipe              | Tempo      |
| --- | ------------------ | ------------------- | ---------- |
| 1   | Alejandro Valverde | Caisse d'Epargne    | 8h 21' 20" |
| 2   | Kim Kirchen        | Team Columbia       | + 1"       |
| 3   | Óscar Freire       | Rabobank            | + 1"       |
| 4   | Juan José Cobo     | Saunier Duval-Scott | + 1"       |
| 5   | Cadel Evans        | Silence-Lotto       | + 1"       |

## Etapa 3
7 de julho de 2008 - Saint-Malo > Nantes - 208 km

Perfil etapa 3.

A terceira etapa era ideal para chegada em bloco, mas uma fuga de quatro ciclistas acabou abrindo boa vantagem e não foi mais alcançada, a vitória acabou sendo do francês Samuel Dumoulin que marcou o tempo de 5h05min00s. A vantagem de 2min03s conseguida pelos escapados acabou proporcionando uma reviravolta na classificação geral, Romain Feillu passou a vestir a camisa amarela abrindo quase 2min de Alejandro Valverde.
| POS | Ciclista             | Equipe          | Tempo      |
| --- | -------------------- | --------------- | ---------- |
| 1   | Samuel Dumoulin      | Cofidis         | 5h 05' 27" |
| 2   | William Frischkorn   | Garmin-Chipotle | s.t.       |
| 3   | Romain Feillu        | Agritubel       | s.t.       |
| 4   | Paolo Longo Borghini | Barloworld      | + 14"      |
| 5   | Robbie McEwen        | Silence-Lotto   | + 2' 03"   |

| POS | Ciclista             | Equipe           | Tempo       |
| --- | -------------------- | ---------------- | ----------- |
| 1   | Romain Feillu        | Agritubel        | 13h 27' 05" |
| 2   | Paolo Longo Borghini | Barloworld       | + 35"       |
| 3   | William Frischkorn   | Garmin-Chipotle  | + 1' 42"    |
| 4   | Alejandro Valverde   | Caisse d'Epargne | + 1' 45"    |
| 5   | Kim Kirchen          | Team Columbia    | + 1' 46"    |

## Etapa 4
8 de julho de 2008 - Cholet - 29.5 km (Contra-relógio)

Perfil etapa 4.

A 4ª etapa foi o primeiro contra relógio individual, o alemão Stephan Schumacher surpreendeu a todos e ficou com a vitória, assumindo também a classificação geral e vestindo assim a camisa amarela, que era seu grande objetivo esse ano. Schumacher marcou o tempo de 35min44s nos 29,5 km do percurso, batendo o favorito Fabian Cancellara que ficou em quinto. Cadel Evans apareceu em uma excelente quarta colocação.
| POS | Ciclista          | Equipe          | Tempo   |
| --- | ----------------- | --------------- | ------- |
| 1   | Stefan Schumacher | Gerolsteiner    | 35' 44" |
| 2   | Kim Kirchen       | Team Columbia   | + 18"   |
| 3   | David Millar      | Garmin-Chipotle | + 18"   |
| 4   | Cadel Evans       | Silence-Lotto   | + 23"   |
| 5   | Fabian Cancellara | Team CSC        | + 33"   |

| POS | Ciclista          | Equipe          | Tempo       |
| --- | ----------------- | --------------- | ----------- |
| 1   | Stefan Schumacher | Gerolsteiner    | 14h 04' 41" |
| 2   | Kim Kirchen       | Team Columbia   | + 12"       |
| 3   | David Millar      | Garmin-Chipotle | + 12"       |
| 4   | Cadel Evans       | Silence-Lotto   | + 21"       |
| 5   | Fabian Cancellara | Team CSC        | + 33"       |

## Etapa 5
9 de julho de 2008 - Cholet > Châteauroux - 232 km

Perfil etapa 5.

Três ciclistas abriram um boa fuga mas a diferença foi caindo aos poucos e eles foram alcançados quase no final da prova, o pelotão compacto partiu então para o sprint final que foi vencido pelo britânico Mark Cavendish, ele superou Óscar Freire e Erik Zabel, segundo e terceiro colocados respectivamente. Stefan Schumacher chegou no pelotão e manteve a liderança, Thor Hushovd passou a vestir a camisa verde na liderança por pontos.
| POS | Ciclista       | Equipe          | Tempo      |
| --- | -------------- | --------------- | ---------- |
| 1   | Mark Cavendish | Team Columbia   | 5h 27' 52" |
| 2   | Óscar Freire   | Rabobank        | m.t.       |
| 3   | Erik Zabel     | Team Milram     | m.t.       |
| 4   | Thor Hushovd   | Crédit Agricole | m.t.       |
| 5   | Baden Cooke    | Barloworld      | m.t.       |

| POS | Ciclista          | Equipe          | Tempo       |
| --- | ----------------- | --------------- | ----------- |
| 1   | Stefan Schumacher | Gerolsteiner    | 19h 32' 33" |
| 2   | Kim Kirchen       | Team Columbia   | + 12"       |
| 3   | David Millar      | Garmin-Chipotle | + 12"       |
| 4   | Cadel Evans       | Silence-Lotto   | + 21"       |
| 5   | Fabian Cancellara | Team CSC        | + 33"       |

## Etapa 6
10 de julho de 2008 - Aigurande > Super-Besse Sancy - 195.5 km

Perfil etapa 6.

A 6ª etapa foi a primeira de média montanha com duas subidas sendo a segunda na chegada, alguns ciclistas tentaram fuga como Sylvain Chavanel que obteve boa pontuação e assumiu a camisa branca de bolas vermelhas, no final o pelotão dos melhores escaladores ficou compacto e a vitória acabou com o italiano Riccardo Ricco, marcando o tempo de 4h57min52s.
O então líder Stefan Schumacher sofreu uma queda no último quilômetro, perdendo assim a camisa amarela que foi para o luxemburguês Kim Kirchem, quinto colocado da etapa, Alejandro Valverde ficou em segundo e Cadel Evans foi o terceiro.
| POS | Ciclista           | Equipe              | Tempo      |
| --- | ------------------ | ------------------- | ---------- |
| 1   | Ricardo Ricco      | Saunier Duval-Scott | 4h 57' 52" |
| 2   | Alejandro Valverde | Caisse d'Epargne    | + 1"       |
| 3   | Cadel Evans        | Silence-Lotto       | + 1"       |
| 4   | Fränk Schleck      | Team CSC            | + 4"       |
| 5   | Kim Kirchen        | Team Columbia       | + 4"       |

| POS | Ciclista             | Equipe          | Tempo       |
| --- | -------------------- | --------------- | ----------- |
| 1   | Kim Kirchen          | Team Columbia   | 24h 30' 41" |
| 2   | Cadel Evans          | Silence-Lotto   | + 6"        |
| 3   | Stefan Schumacher    | Gerolsteiner    | + 16"       |
| 4   | Christian Vandevelde | Garmin-Chipotle | + 44"       |
| 5   | David Millar         | Garmin-Chipotle | + 47"       |

## Etapa 7
11 de julho de 2008 - Brioude > Aurillac, 159 km

Stage 7 profile.

A Excelente performance de David De La Fuente nas duas médias subidas da 7ª etapa lhe garantiram a camisa branca de bolas vermelhas. No final da prova, já em descida, o ciclistas espanhol Luis León Sánchez se destacou depois de uma corrida de recuperação e chegou em primeiro sozinho, vencendo a disputa com pequena vantagem para outros quatro competidores, entre eles Stephan Schumacher, segundo colocado, e Kim Kirchen que manteve a camisa amarela de líder geral.
| POS | Ciclista           | Equipe           | Tempo      |
| --- | ------------------ | ---------------- | ---------- |
| 1   | Luis Leon Sanchez  | Caísse d'Epargne | 3h 52' 53" |
| 2   | Stefan Schumacher  | Gerolsteiner     | + 6"       |
| 3   | Filippo Pozzato    | Liquigás         | + 6"       |
| 4   | Kim Kirchen        | Team Columbia    | + 6"       |
| 5   | Alejandro Valverde | Caisse d'Epargne | + 6"       |

| POS | Ciclista             | Equipe          | Tempo       |
| --- | -------------------- | --------------- | ----------- |
| 1   | Kim Kirchen          | Team Columbia   | 28h 23' 40" |
| 2   | Cadel Evans          | Silence-Lotto   | + 6"        |
| 3   | Stefan Schumacher    | Gerolsteiner    | + 16"       |
| 4   | Christian Vandevelde | Garmin-Chipotle | + 44"       |
| 5   | Denis Menchov        | Rabobank        | + 1' 03"    |

## Etapa 8
12 de julho de 2008 - Figeac > Toulouse - 172.5 km

Perfil etapa 8.

A última etapa antes das grandes subidas foi marcada pela chuva que dificultou a vida dos ciclistas, após algumas tentativas de fuga, o pelotão voltou a ficar compacto a pouco mais de 3 km para o final da prova, no sprint o britânico Mark Cavandish acabou vencendo pela segunda vez nesse Tour, marcando o tempo de 4h02min54s. Kim Kirchen manteve a camisa amarela de líder e Óscar Freire assumiu a camisa verde que era do próprio Kirchen.
| POS | Ciclista       | Equipe        | Tempo      |
| --- | -------------- | ------------- | ---------- |
| 1   | Mark Cavendish | Team Columbia | 4h 02' 54" |
| 2   | Gerald Ciolek  | Team Columbia | m.t.       |
| 3   | Jimmy Casper   | Agritubel     | m.t.       |
| 4   | Óscar Freire   | Rabobank      | m.t.       |
| 5   | Robert Förster | Gerolsteiner  | m.t.       |

| POS | Ciclista             | Equipe          | Tempo       |
| --- | -------------------- | --------------- | ----------- |
| 1   | Kim Kirchen          | Team Columbia   | 32h 26' 34" |
| 2   | Cadel Evans          | Silence-Lotto   | + 6"        |
| 3   | Stefan Schumacher    | Gerolsteiner    | + 16"       |
| 4   | Christian Vandevelde | Garmin-Chipotle | + 44"       |
| 5   | Denis Menchov        | Rabobank        | + 1' 03"    |

## Etapa 9
13 de julho de 2008 - Toulouse > Bagnères-de-Bigorre - 224 km

Perfil etapa 9.

A primeira etapa com grandes subidas teve a vitória do italiano Riccardo Ricco que terminou os 224 km em 5h39min28s, ele chegou destacado após se seperar do pelotão quando ainda restavam 30 km para o final, antes todas as outras tentativas de fuga acabaram sendo neutralizadas. Kim Kirchen manteve a liderança no geral e voltou a assumir a camisa verde, David De La Fuente também seguiu como melhor montanhista após o excelente início e o luxemburguês Andy Schleck o novo dono da camisa branca, vestida pelo jovem mais bem colocado.
O australiano Cadel Evans acabou sofrendo uma queda e machucou o joelho, o ombro e o cotovelo. Ele precisou de atendimento médico e chegou a perder muito tempo para seus principais concorrentes ao título, mas conseguiu se recuperar e voltou ao pelotão mantendo a vice-liderança na classificação geral.
| POS | Ciclista         | Equipe              | Tempo      |
| --- | ---------------- | ------------------- | ---------- |
| 1   | Riccardo Riccò   | Saunier Duval-Scott | 5h 39' 28" |
| 2   | Vladimir Efimkin | Ag2r-La Mondiale    | + 1' 04"   |
| 3   | Cyril Dessel     | Ag2r-La Mondiale    | + 1' 17"   |
| 4   | Dmitriy Fofonov  | Crédit Agricole     | + 1' 17"   |
| 5   | Christian Knees  | Team Milram         | + 1' 17"   |

| POS | Ciclista             | Equipe          | Tempo       |
| --- | -------------------- | --------------- | ----------- |
| 1   | Kim Kirchen          | Team Columbia   | 38h 07' 19" |
| 2   | Cadel Evans          | Silence-Lotto   | + 6"        |
| 3   | Christian Vandevelde | Garmin-Chipotle | + 44"       |
| 4   | Stefan Schumacher    | Gerolsteiner    | + 56"       |
| 5   | Denis Menchov        | Rabobank        | + 1' 03"    |

## Etapa 10
14 de julho de 2008 - Pau > Hautacam - 156 km

Perfil etapa 10.

As subidas de duas temidas montanhas, o Tourmalet e o Hautacam, causaram grande mudança em todas as classificações do Tour de France, a equipe Saunier Duval é agora a melhor depois de conquistar uma dobradinha com o o italiano Leonardo Piepoli, primeiro colocado, e seu companheiro Juan Jose Cobo, o segundo, e ainda teve Riccardo Ricco assumindo a liderança na classificação de montanha e também como o jovem mais bem colocado depois de cruzar em sexto na etapa de hoje.
Óscar Freire voltou a ser o dono da camisa verde e a principal mudança do dia foi na classificação geral, onde o australiano Cadel Evans assumiu a camisa amarela de líder por apenas um segundo, ele chegou na oitava colocação com 2min17s de desvantagem para o vencedor, e passou por pouco o luxemburguês Frank Schlek, que chegou em terceiro, 28 segundos depois de Piepoli.
| POS | Ciclista         | Equipe              | Tempo      |
| --- | ---------------- | ------------------- | ---------- |
| 1   | Leonardo Piepoli | Saunier Duval-Scott | 4h 19' 27" |
| 2   | Juan José Cobo   | Saunier Duval-Scott | m.t.       |
| 3   | Fränk Schleck    | Team CSC            | + 28"      |
| 4   | Bernhard Kohl    | Gerolsteiner        | + 1' 06"   |
| 5   | Vladimir Efimkin | Ag2r-La Mondiale    | + 2' 05"   |

| POS | Ciclista             | Equipe          | Tempo       |
| --- | -------------------- | --------------- | ----------- |
| 1   | Cadel Evans          | Silence-Lotto   | 42h 29' 09" |
| 2   | Fränk Schleck        | Team CSC        | + 1"        |
| 3   | Christian Vandevelde | Garmin-Chipotle | + 38"       |
| 4   | Bernhard Kohl        | Gerolsteiner    | + 46"       |
| 5   | Denis Menchov        | Rabobank        | + 57"       |

## Etapa 11
16 de julho de 2008 - Lannemezan > Foix - 167.5 km

Perfil etapa 11.

Alguns ciclistas abriram mais de 15min de vantagem para o pelotão principal onde estava o líder geral, mas nenhum com chances reais de tirar a camisa amarela do líder geral Cadel Evans que permaneceu em primeiro. A vitória ficou com norueguês Kurt Asle Arvesen que venceu o sprint contra outros três ciclistas, a única mudança significativa do dia foi na classificação por equipes que voltou a ter a CSC na liderança.
| POS | Ciclista            | Equipe           | Tempo      |
| --- | ------------------- | ---------------- | ---------- |
| 1   | Kurt-Asle Arvesen   | Team CSC         | 3h 58' 13" |
| 2   | Martin Elmiger      | Ag2r-La Mondiale | m.t.       |
| 3   | Alessandro Ballan   | Lampre           | m.t.       |
| 4   | Koos Moerenhout     | Rabobank         | + 01"      |
| 5   | Alexandre Botcharov | Crédit Agricole  | + 02"      |

| POS | Ciclista             | Equipe          | Tempo       |
| --- | -------------------- | --------------- | ----------- |
| 1   | Cadel Evans          | Silence-Lotto   | 46h 42' 13" |
| 2   | Fränk Schleck        | Team CSC        | + 1"        |
| 3   | Christian Vandevelde | Garmin-Chipotle | + 38"       |
| 4   | Bernhard Kohl        | Gerolsteiner    | + 46"       |
| 5   | Denis Menchov        | Rabobank        | + 57"       |

## Etapa 12
17 de julho de 2008 — Lavelanet > Narbona - 168 km

Perfil etapa 12.

O dia começou com a notícia de mais um doping, Riccardo Riccò foi flagrado com o uso de CERA, uma evolução do EPO e abandonou a competição, em seguida todos os ciclistas da sua equipe, a Saunier Duval, deixaram também a competição.
Na etapa a única fuga significativa foi alcançada quando faltavam 7Km para a chegada, assim os ciclistas se armaram para o sprint e a vitória ficou mais uma vez com Mark Cavendish, seu terceiro triunfo nesta edição do Tour, Cadel Evans manteve a liderança geral e com a saída de Riccó, Vincenzo Nibali passou a vestir a camisa branca além de Sebastian Lang ter assumido a branca de bolas vermelhas.
| POS | Ciclista           | Equipe             | Tempo      |
| --- | ------------------ | ------------------ | ---------- |
| 1   | Mark Cavendish     | Team Columbia      | 3h 40' 52" |
| 2   | Sebastien Chavanel | Française des Jeux | m.t.       |
| 3   | Gert Steegmans     | Quick Step         | m.t.       |
| 4   | Erik Zabel         | Team Milram        | m.t.       |
| 5   | Óscar Freire       | Rabobank           | m.t.       |

| POS | Ciclista             | Equipe          | Tempo       |
| --- | -------------------- | --------------- | ----------- |
| 1   | Cadel Evans          | Silence-Lotto   | 50h 23′ 05″ |
| 2   | Fränk Schleck        | Team CSC        | + 1″        |
| 3   | Christian Vandevelde | Garmin-Chipotle | + 38″       |
| 4   | Bernhard Kohl        | Gerolsteiner    | + 46″       |
| 5   | Denis Menchov        | Rabobank        | + 57″       |

## Etapa 13
18 de julho de 2008 — Narbona > Nîmes - 182 km

Perfil etapa 13.

As poucas fugas do dia foram todas neutralizadas e na chegada do pelotão em sprint a vitória ficou mais uma vez com o britânico Mark Cavendish, seu quarto triunfo sendo o segundo consecutivo. Todas as classificações permaneceram sem alterações.
| Pos | Ciclista          | Equipe        | Tempo      |
| --- | ----------------- | ------------- | ---------- |
| 1   | Mark Cavendish    | Team Columbia | 4h 25' 42" |
| 2   | Robbie McEwen     | Silence-Lotto | m.t.       |
| 3   | Romain Feillu     | Agritubel     | m.t.       |
| 4   | Heinrich Haussler | Gerolsteiner  | m.t.       |
| 5   | Óscar Freire      | Rabobank      | m.t.       |

| Pos | Ciclista             | Equipe          | Tempo       |
| --- | -------------------- | --------------- | ----------- |
| 1   | Cadel Evans          | Silence-Lotto   | 54h 48' 47" |
| 2   | Fränk Schleck        | Team CSC        | + 1″        |
| 3   | Christian Vandevelde | Garmin-Chipotle | + 38″       |
| 4   | Bernhard Kohl        | Gerolsteiner    | + 46″       |
| 5   | Denis Menchov        | Rabobank        | + 57″       |

## Etapa 14
19 de julho de 2008 — Nîmes > Digne-les-Bains - 194.5 km

Perfil etapa 14.

A fuga significativa de 21 ciclistas foi diminuindo aos poucos e restaram apenas quatro, que acabaram sendo capturados pelo pelotão na última subida de dificuldade moderada, a chegada mais uma vez aconteceu com um sprint final, o líder da classificação por pontos que veste a camisa verde, Óscar Freire, venceu e ratificou ainda mais a sua posição. Na classificação geral o australiano Cadel Evans se manteve em primeiro.
| POS | Ciclista        | Equipe          | Tempo      |
| --- | --------------- | --------------- | ---------- |
| 1   | Óscar Freire    | Rabobank        | 4h 13' 08" |
| 2   | Leonardo Duque  | Cofidis         | m.t.       |
| 3   | Erik Zabel      | Team Milram     | m.t.       |
| 4   | Julian Dean     | Garmin-Chipotle | m.t.       |
| 5   | Steven de Jongh | Quick Step      | m.t.       |

| POS | Ciclista             | Equipe          | Tempo       |
| --- | -------------------- | --------------- | ----------- |
| 1   | Cadel Evans          | Silence-Lotto   | 59h 01' 55" |
| 2   | Fränk Schleck        | Team CSC        | + 1"        |
| 3   | Christian Vandevelde | Garmin-Chipotle | + 38"       |
| 4   | Bernhard Kohl        | Gerolsteiner    | + 46"       |
| 5   | Denis Menchov        | Rabobank        | + 57"       |

## Etapa 15
20 de julho de 2008 — Embrun > Prato Nevoso (Itália) - 183 km

Perfil etapa 15.

A Volta chegou aos Alpes, e logo na descida do Col Agnel, uma montanha categoria HC, o espanhol Oscar Pereiro sofreu um grave acidente e abandou a competição com uma fratura no ombro, a queda do ciclista, que não conseguiu fazer uma curva, chocou-se contra um guardrail e foi lançado ao ar, fez o pelotão principal diminuir o ritmo, assim uma fuga de quatro ciclistas ampliou ainda mais a grande vantagem que já tinha.
Faltando 200m para linha de chegada, que era uma subida de categoria 1, o australiano Simon Gerrans atacou e conquistou sua primeira vitória no Tour, os ciclistas do grupo principal levaram mais de 4min para chegar e o quinto colocado foi Bernhard Kohl, o austríaco assumiu a liderança na classificação das montanhas e a vice-liderança na classificação geral, que passou a ter uma novo nome, Frank Schleck se livrou do então camisa amarela Cadel Evans e cruzou a linha de chegada 9s a frente, abrindo assim 8s do australiano e caiu para o terceiro lugar.
| POS | Ciclista          | Equipe            | Tempo      |
| --- | ----------------- | ----------------- | ---------- |
| 1   | Simon Gerrans     | Crédit Agricole   | 4h 50' 44" |
| 2   | Egoi Martinez     | Euskaltel-Euskadi | + 3"       |
| 3   | Danny Pate        | Garmin-Chipotle   | + 10"      |
| 4   | José Luis Arrieta | Ag2r-La Mondiale  | + 55"      |
| 5   | Bernhard Kohl     | Gerolsteiner      | + 4' 03"   |

| POS | Ciclista             | Equipe          | Tempo       |
| --- | -------------------- | --------------- | ----------- |
| 1   | Fränk Schleck        | Team CSC        | 63h 57' 21" |
| 2   | Bernhard Kohl        | Gerolsteiner    | + 7"        |
| 3   | Cadel Evans          | Silence-Lotto   | + 8"        |
| 4   | Denis Menchov        | Rabobank        | + 38"       |
| 5   | Christian Vandevelde | Garmin-Chipotle | + 39"       |

## Etapa 16
22 de julho de 2008 — Cuneo (Itália) > Jausiers - 157 km

Perfil etapa 16.

O francês Cyril Dessel venceu a 16ª etapa na disputa final contra Yaroslav Popovych, David Arroyo e Sandy Casar, mas após os 157 km de percurso o grande destaque foi o ex-líder Stefan Schumacher, que dominou nos primeiros 100Km do percurso, em um dos pontos mais altos da Europa com uma altitude de 2.802 m, 25,5 km de subida e uma inclinação média de 6,5 %, acabou sendo alcançado pelo grupo principal.
Outro destaque do dia foi o sul-africano John-Lee Augustyn, vencedor da segunda subida de categoria HC na etapa que lhe rendeu um prêmio de 5 mil euros, porém na descida passou reto em uma curva e mesmo com dificuldades retornou à prova com outra bicicleta.
O pelotão principal chegou poucos minutos depois do vencedor e Frank Schleck manteve a camisa amarela de líder e a mesma diferença para os principais oponentes das primeiras colocações.
| POS | Ciclista          | Equipe             | Tempo      |
| --- | ----------------- | ------------------ | ---------- |
| 1   | Cyril Dessel      | Ag2r-La Mondiale   | 4h 31' 27" |
| 2   | Sandy Casar       | Française des Jeux | s.t.       |
| 3   | David Arroyo      | Caisse d'Epargne   | s.t.       |
| 4   | Yaroslav Popovych | Silence-Lotto      | + 3"       |
| 5   | George Hincapie   | Team Columbia      | + 24"      |

| POS | Ciclista      | Equipe        | Tempo       |
| --- | ------------- | ------------- | ----------- |
| 1   | Fränk Schleck | Team CSC      | 68h 30' 16" |
| 2   | Bernhard Kohl | Gerolsteiner  | + 7"        |
| 3   | Cadel Evans   | Silence-Lotto | + 8"        |
| 4   | Carlos Sastre | Team CSC      | + 49"       |
| 5   | Denis Menchov | Rabobank      | + 1' 13"    |

## Etapa 17
23 de julho de 2008 — Embrun > Alpe d'Huez - 210 km

Perfil etapa 17.

A mais carismática das subidas do Tour de France, o Alpe d'Huez, teve como vencedor Carlos Sastre, que assumiu a liderança na classificação geral vestindo assim a camisa amarela. A vitória do espanhol veio após a grande estratégia da sua equipe, a Team CSC, que colocou os irmãos Andy Schleck e Fränk Schleck na marcação de Cadel Evans, para que Sastre conseguisse abrir mais de 2min de vantagem na subida final.
| POS | Ciclista           | Equipe            | Tempo      |
| --- | ------------------ | ----------------- | ---------- |
| 1   | Carlos Sastre      | Team CSC          | 6h 07' 58" |
| 2   | Samuel Sánchez     | Euskaltel-Euskadi | + 2' 03″   |
| 3   | Andy Schleck       | Team CSC          | + 2' 03"   |
| 4   | Alejandro Valverde | Caisse d'Epargne  | + 2' 13"   |
| 5   | Fränk Schleck      | Team CSC          | + 2' 13"   |

| POS | Ciclista      | Equipe             | Tempo       |
| --- | ------------- | ------------------ | ----------- |
| 1   | Carlos Sastre | Team CSC Saxo Bank | 74h 39' 03″ |
| 2   | Fränk Schleck | Team CSC Saxo Bank | + 1' 24"    |
| 3   | Bernhard Kohl | Gerolsteiner       | + 1' 33"    |
| 4   | Cadel Evans   | Silence-Lotto      | + 1' 34"    |
| 5   | Denis Menchov | Rabobank           | + 2' 39"    |

## Stage 18
24 de julho de 2008 — Bourg-d'Oisans > Saint-Étienne - 197 km

Perfil etapa 18.

O alemão Marcus Burghardt levou a melhor contra o espanhol Carlos Barredo e venceu a 18ª etapa, ambos haviam aberto fuga e chegaram a ter mais de 10 minutos de vantagem do pelotão quando faltavam 50Km, um grupo incluindo Óscar Freire, dono da camisa verde, terminou à frente do pelotão, onde estava o líder Carlos Sastre e seus principais oponentes, não causando assim nenhuma alteração na classificação geral.
| POS | Ciclista            | Equipe            | Tempo      |
| --- | ------------------- | ----------------- | ---------- |
| 1   | Marcus Burghardt    | Team Columbia     | 4h 30' 21" |
| 2   | Carlos Barredo      | Quick Step        | s.t.       |
| 3   | Romain Feillu       | Agritubel         | + 3' 33"   |
| 4   | Christophe Le Mével | Crédit Agricole   | + 3' 33"   |
| 5   | Mikel Astarloza     | Euskaltel-Euskadi | + 3' 35"   |

| POS | Ciclista      | Equipe             | Tempo       |
| --- | ------------- | ------------------ | ----------- |
| 1   | Carlos Sastre | Team CSC Saxo Bank | 79h 16' 14″ |
| 2   | Fränk Schleck | Team CSC           | + 1' 24"    |
| 3   | Bernhard Kohl | Gerolsteiner       | + 1' 33"    |
| 4   | Cadel Evans   | Silence-Lotto      | + 1' 34"    |
| 5   | Denis Menchov | Rabobank           | + 2' 39"    |

## Etapa 19
25 de julho de 2008 — Roanne > Montluçon - 165.5 km

Perfil etapa 19.

Sylvain Chavanel e seu compatriota Jérémy Roy abriram uma fuga que durou até o final, Chavanel que é um especialista em contra-relógio não teve dificuldades para vencer a etapa, o pelotão conseguiu reduzir bastante a diferença e chegou a pouco mais de um minuto com Gerald Ciolek dominando o sprint. Não houve nenhuma alteração na classificação geral nem nas outras disputas.
| POS | Ciclista          | Equipe             | Tempo      |
| --- | ----------------- | ------------------ | ---------- |
| 1   | Sylvain Chavanel  | Cofidis            | 3h 37' 09" |
| 2   | Jérémy Roy        | Française des Jeux | s.t.       |
| 3   | Gerald Ciolek     | Team Columbia      | + 1' 13"   |
| 4   | Erik Zabel        | Team Milram        | + 1' 13"   |
| 5   | Heinrich Haussler | Gerolsteiner       | + 1' 13"   |

| POS | Ciclista      | Equipe             | Tempo       |
| --- | ------------- | ------------------ | ----------- |
| 1   | Carlos Sastre | Team CSC Saxo Bank | 82h 54' 36″ |
| 2   | Fränk Schleck | Team CSC Saxo Bank | + 1' 24"    |
| 3   | Bernhard Kohl | Gerolsteiner       | + 1' 33"    |
| 4   | Cadel Evans   | Silence-Lotto      | + 1' 34"    |
| 5   | Denis Menchov | Rabobank           | + 2' 39"    |

## Etapa20
26 de julho de 2008 — Cérilly > Saint-Amand-Montrond - 53 km (Contra-relógio)

Perfil etapa 20.

A vitória na segunda etapa de contra-relógio ficou com o alemão Stefan Schumacher, que também havia vencido a primeira, ele marcou o tempo de 1h03min50s nos 53Km de percurso, deixando para trás o campeão mundial Fabian Cancellara, segundo, e o ex-líder do Tour, Kim Kirchen, que foi o terceiro colocado.
Carlos Sastre chegou na 12ª colocação perdendo apenas 29s para Cadel Evans, sétimo colocado na etapa que alcançou a segunda colocação na classificação geral, com isso Sastre manteve a camisa amarela de líder e praticamente ratificou o título um dia antes do término da Volta. As outras disputas também não tiveram alterações e apenas a briga pela camisa verde permaneceu em aberto.
| POS | Ciclista             | Equipe             | Tempo      |
| --- | -------------------- | ------------------ | ---------- |
| 1   | Stefan Schumacher    | Gerolsteiner       | 1h 03' 50" |
| 2   | Fabian Cancellara    | Team CSC Saxo Bank | + 21"      |
| 3   | Kim Kirchen          | Team Columbia      | + 1' 01"   |
| 4   | Christian Vandevelde | Garmin-Chipotle    | + 1' 05"   |
| 5   | David Millar         | Garmin-Chipotle    | + 1' 37"   |

| POS | Ciclista             | Equipe             | Tempo       |
| --- | -------------------- | ------------------ | ----------- |
| 1   | Carlos Sastre        | Team CSC Saxo Bank | 84h 01' 00″ |
| 2   | Cadel Evans          | Silence-Lotto      | + 1' 05"    |
| 3   | Bernhard Kohl        | Gerolsteiner       | + 1' 20"    |
| 4   | Denis Menchov        | Rabobank           | + 2' 00"    |
| 5   | Christian Vandevelde | Garmin-Chipotle    | + 3' 12"    |

## Etapa 21
27 de julho de 2008 — Étampes > Paris Champs-Élysées - 143 km

Perfil etapa 21.

Carlos Sastre confirmou o título na última etapa que teve vitória do belga Gert Steegmans no sprint final, a única camisa em ainda em disputa era a verde que foi ratificada por Óscar Freire logo na primeira meta-volante. Bernhard Kohl foi o melhor das montanhas, Andy Schleck o jovem mais bem colocado e a melhor equipe foi a CSC. Sylvain Chavanel recebeu o prêmio de mais combativo do Tour 2008.
| POS | Ciclista       | Equipe          | Tempo      |
| --- | -------------- | --------------- | ---------- |
| 1   | Gert Steegmans | Quick Step      | 3h 51' 38" |
| 2   | Gerald Ciolek  | Team Columbia   | m.t.       |
| 3   | Óscar Freire   | Rabobank        | m.t.       |
| 4   | Robbie McEwen  | Silence-Lotto   | m.t.       |
| 5   | Thor Hushovd   | Crédit Agricole | m.t.       |

| POS | Ciclista             | Equipe             | Tempo       |
| --- | -------------------- | ------------------ | ----------- |
| 1   | Carlos Sastre        | Team CSC Saxo Bank | 87h 52' 52″ |
| 2   | Cadel Evans          | Silence-Lotto      | + 58"       |
| 3   | Bernhard Kohl        | Gerolsteiner       | + 1' 13"    |
| 4   | Denis Menchov        | Rabobank           | + 2' 10"    |
| 5   | Christian Vandevelde | Garmin-Chipotle    | + 3' 05"    |